# Ангершмид, Михаэль
Михаэль Ангершмид (нем. Michael Angerschmid; род. 24 февраля 1974[…], Шердинг, Верхняя Австрия) — австрийский футболист, игравший на позиции защитника, и тренер. В настоящее время помощник главного тренера в английском клубе «Кристал Пэлас».

## Карьера
Всю карьеру провел в клубе «Рид», выступая преимущественно на позиции защитника. В австрийской Бундеслиге сыграл 277 матчей, в которых отличился 13 голами. В сезоне 2005/06 сыграл в национальном чемпионате 22 матча, в котором отличился 1 голом. 
По завершении карьеры игрока Ангершмида тренировал дубль «Рида». В своём первом сезоне 2007/08 во главе с «Нойхофеном» вышел из Безиркслиги в Ландеслигу «Запад». В сезоне 2008/09 вторая команда «Рида» выиграла Ландеслигу «Запад» и вышла в Лигу Верхней Австрии (четвёртый дивизион). В последних трёх турах сезона 2007/08 Ангершмид стал исполняющим обязанности главного тренера «Рида», под руководством которого команда дважды сыграла вничью и один раз проиграла. Начиная с сезона 2008/09 работал помощником главного тренера «Рида» Пауля Глудоваца, а в декабре 2012 года Ангершмид был назначен на должность главного тренера.
С июня 2015 по июнь 2019 был помощником у Оливера Гласнера в команде ЛАСК, который в сезоне 2017/18 вернулся в Бундеслигу. Летом 2019 перешел на должность помощника главного тренера немецкого клуба «Вольфсбург». Через два сезона присоединился к тренерскому штабу «Айнтрахта» из Франкфурта-на-Майне.

## Достижения

### Как игрок
- Обладатель Кубка Австрии: 1997/98
- Участник Суперкубка Австрии: 1998

### Как тренер
- Победитель Лиги Европы 2021/22 с «Айнтрахтом» (Франкфурт-на-Майне) в качестве помощника Оливера Гласнера.